# Creu de terme de Puigmoltó
La Creu de terme de Puigmoltó és una creu de terme de Mediona (Alt Penedès) situada a la masia de Puigmoltó. Està declarada bé cultural d'interès nacional.

## Descripció
És una creu de pedra formada per una gran base (desproporcionada respecte al conjunt) quadrangular de tres graons de perímetre decreixient en alçada. El fust no reposa directament sobre la base esglaonada si no que ho fa damunt un petit sòcol quadrangular. És també de pedra, octogonal, i al capdamunt sobresurt tímidament la magolla, d'igual base vuitavada. Aquest nus presenta les cares originalment treballades amb motius decoratius. Ara, l'erosió de la pedra impedeix definir-los clarament tot i que s'hi observa un escut amb pins i un sol. La creu també sembla força treballada i les restes de la creuera indiquen que hi havia imatges esculpides en les dues cares.

## Història
Anomenada de Puigmoltó per l'indret on està enclavada, indicava el límit de l'alou que tenia el monestir de Santes Creus dins el terme de Mediona. L'any 1931 estava situada al peu del camí que de Sant Joan de Mediona anava a les Casesnoves de Can Pardo i s'endinsava al terme de la Llacuna. Desconeixem les causes per les quals va ser enderrocada i es va reconstruir, posteriorment, en l'indret actual.